# Arken, Söderköping
Arken är en kyrkobyggnad i Söderköping. Kyrkan byggdes 1995.